# Guerres sotho
Les guerres (ba)sotho sont relatives à trois conflits armés qui opposent le roi Moshoeshoe Ier, dirigeant du royaume des Sotho et les colons blancs de l'État libre d'Orange sur le territoire de ce qui est de nos jours l'État-Libre en Afrique du Sud. On distingue la guerre de Senekal en 1858, la guerre « seqiti » en 1865-1866 et la troisième guerre (ba)sotho en 1867-1868. Il existe en fait un état de guerre quasi-permanent entre le royaume sotho et l'État libre d'Orange durant la période 1858-1867.
Ces guerres concernent les droits territoriaux de la zone située entre la rivière Caledon et le fleuve Orange, de Wepener à Zastron, et la région au nord d'Harrismith. Les colons obtiennent de vastes étendues de terres aux dépens des Sotho, lesquels finissent par accepter que leur patrie devienne un protectorat de l'Empire britannique.

## Contexte
En 1818, le roi Moshoeshoe Ier, fils de Mokhachane, ce dernier dirigeant des Mokoteli, du clan Koena/Kwena, commence à obtenir du pouvoir sur les autres petits clans sotho dispersés par le Mfecane. En 1820, Moshoeshoe Ier devient le dirigeant d'un regroupement de Sotho, qui reconnaissent son autorité dans un contexte de compétition pour les ressources aggravée par la sécheresse. Moshoeshoe installe à partir de 1824 sa capitale dans la forteresse naturelle montagneuse de Thaba Bosiu, car à ce moment, la région est victime des expéditions guerrières des Griquas, des Korana et des Ndébélé. Thaba Bosiu est d'ailleurs vainement assiégé en 1827 par les Ngwane et en 1831 par les Ndébélé. Le roi organise sa défense, en s'efforçant de doter son armée de chevaux et d'armes à feu, à l'instar de ses adversaires, mais, s'il adopte une stratégie essentiellement défensive, il mène aussi une intense activité diplomatique ; il est d'ailleurs considéré comme un grand diplomate par l'historiographie contemporaine,. Par exemple, en 1833, Moshoeshoe accueille favorablement des missionnaires protestants français, car il pense qu'ils peuvent lui être utiles pour nouer des alliances avec les puissants États blancs. Après les défaites de Mzilikazi, dirigeant ndébélé, en 1837, et de Dingane, dirigeant zoulou, en 1838, il est l'un des souverains les plus puissants de la région. Il signe en 1843 un traité avec George Thomas Napier, dirigeant de la colonie du Cap, qui lui permet de faire reconnaître officiellement son territoire et ses frontières (la « ligne Napier »),. 
L'arrivée des colons Boers dans la région, à partir des années 1820, est d'abord accueillie favorablement par Moshoeshoe car ils participent à la pacification de la région en combattant les Ndébélés. Mais leur arrivée plus massive à l'occasion du Grand Trek, dans la deuxième moitié des années 1830, entraîne des frictions croissantes avec les Sotho. En 1848, la création par l'Empire britannique de la Souveraineté de la rivière Orange, destinée à sécuriser les frontières de la colonie du Cap, et à établir l'autorité britannique sur ce que les Boers appellent « Transorange », fait que le territoire sotho est, de facto incorporé dans la nouvelle entité. Après des affrontements avec les Boers, les Britanniques tracent les frontières de la région, la « ligne Warden », qui dépossède les Sotho d'une notable partie de leurs terres, parmi les plus fertiles. Des affrontements s'ensuivent, qui voient une victoire Sotho face aux Britanniques à la bataille de Viervot en 1851, puis à celle de Berea en 1852. En 1851, Moshoeshoe propose au leader boer Andries Pretorius une alliance contre les Britanniques. 
En 1854, les Britanniques « jettent l'éponge » devant la difficulté et le coût de leur maintien dans la région entre l'Orange et la Caledon ; ils signent avec les Boers la Convention de Bloemfontein et renoncent à leur souveraineté sur le territoire, lequel devient l'État boer nommé État libre d'Orange. Cela rend caduc le traité de 1843 signé avec les Sotho et la problématique des terres revendiquées par les Sotho reste entière ; ces derniers continuent à razzier les fermes afrikaners et les kommandos boers à brûler villages et cultures.

## Guerre de Senekal
En février 1858, les tensions s'accroissent concernant le différend territorial. Jacobus Nicolaas Boshoff, président de l'État libre, et Moshoeshoe discutent à propos des affrontements armés et des vols de bétail. Mais ces échanges aboutissent à une déclaration de guerre des Boers aux Sotho, en mars 1858 ; c'est la guerre de Senekal, qui dure de mars à juin,. Les Sotho sont de redoutables guerriers, et les Boers subissent des pertes considérables ; ils sont incapables de réduire le bastion montagneux de Thaba Bosiu.
En juin, les forces de l'État libre d'Orange sont démobilisées, et Boshoff est contraint de faire des ouvertures à Moshoeshoe, qui accepte une médiation britannique, celle du haut-commissaire George Grey. En effet, bien qu'apparemment maître de la situation, il est assez sage pour voir que, s'il pousse ses avantages trop loin, il amènera un nouvel ennemi sur le terrain. En septembre, est signé le traité d'Aliwal North, qui met fin à la guerre et définit une nouvelle frontière.
Durant le conflit, les Boers détruisent plusieurs missions installées par les missionnaires de la Société des missions évangéliques de Paris dans le royaume Basotho, car ils les accusent, via l'éducation, d'instiller un sens de la fierté parmi les Sotho. Ces missionnaires sont les premiers à transcrire la langue sesotho.

## Guerre «seqiti» ou guerre du canon
Après cette guerre, une paix précaire se met en place. En 1865, le nouveau président de l'État libre, J.H. Brand, obtient de la part de Philip Wodehouse (en), nouveau haut-commissaire britannique à l'Afrique australe, installé au Cap en 1861, une nouvelle rectification du tracé de la frontière. Cela se fait au détriment des Sotho. Une nouvelle guerre s'engage, la guerre « seqiti » ; ce terme de « seqiti » est employé en allusion au bruit des canons qui tirent sur Thaba Bosiu, d'où le nom de « guerre du canon » parfois aussi employé. 
Les armées de l'État libre détruisent les récoltes, s'emparent du bétail et s'attaquent au bastion de Thaba Bosiu. Privé d'approvisionnement en nourriture, le roi est forcé de signer la paix, le « traité de Thaba Bosiu », le 11 avril 1866, à l'occasion duquel il perd encore de vastes territoires, les plaines fertiles au pied du plateau montagneux du Lesotho actuel,.
Moshoeshoe, après un court armistice, demande la protection britannique, car les tensions ne diminuent pas et l'État libre mobilise de nouveau une force armée, tirant prétexte du meurtre de deux Blancs, à Ladybrand, en juin 1867. Le président Brand demande qu'on lui remette les meurtriers, mais le roi refuse, car il ne reconnaît pas la frontière de 1866 et il prétend donc que l'évènement ne s'est pas produit sur un territoire relevant de la juridiction de l'État libre.

## Troisième guerre sotho

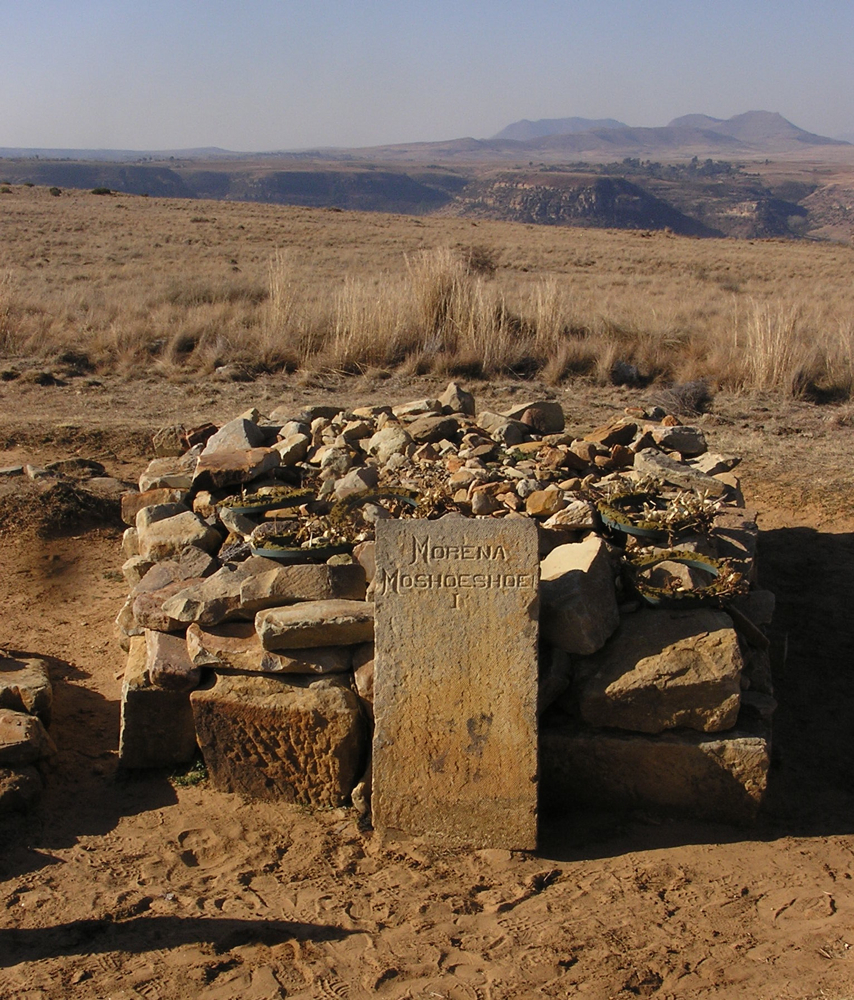
Tombe du roi Moshoeshoe Ier au sommet de Thaba Bosiu.

En juillet 1867, la troisième guerre éclate. Les Boers envahissent les terres de Moshoeshoe à l'exception de Thaba Bosiu et le roi en appelle à l'assistance britannique. Philip Wodehouse négocie avec le roi afin qu'il accepte que ses sujets soient reconnus britanniques, et le royaume devient, le 12 mars 1868, un protectorat, nommé Basutoland. La frontière est alignée sur la Caledon, à peu près à l'emplacement actuel, par le second traité d'Aliwal North, du 2 février 1869, ce qui accorde les terres conquises aux Boers. Le roi sauve son royaume, considérablement réduit cependant et « acculé aux montagnes ».